# Колибри-нимфы
Колибри-нимфы (лат. Heliangelus) — род птиц семейства колибри.

## Виды
Международный союз орнитологов относит к роду 9 видов:
- Heliangelus mavors Gould, 1848
- Heliangelus amethysticollis (D'Orbigny & Lafresnaye, 1938)
- Heliangelus clarisse (Longuemare, 1841)
- Heliangelus spencei (Bourcier, 1847)
- Heliangelus strophianus (Gould, 1846)
- Heliangelus exortis (Fraser, 1840)
- Heliangelus micraster Gould, 1872
- Heliangelus viola Gould, 1853
- Heliangelus regalis Fitzpatrick, Willard & Terborgh, 1979